# Розендаль, Тон

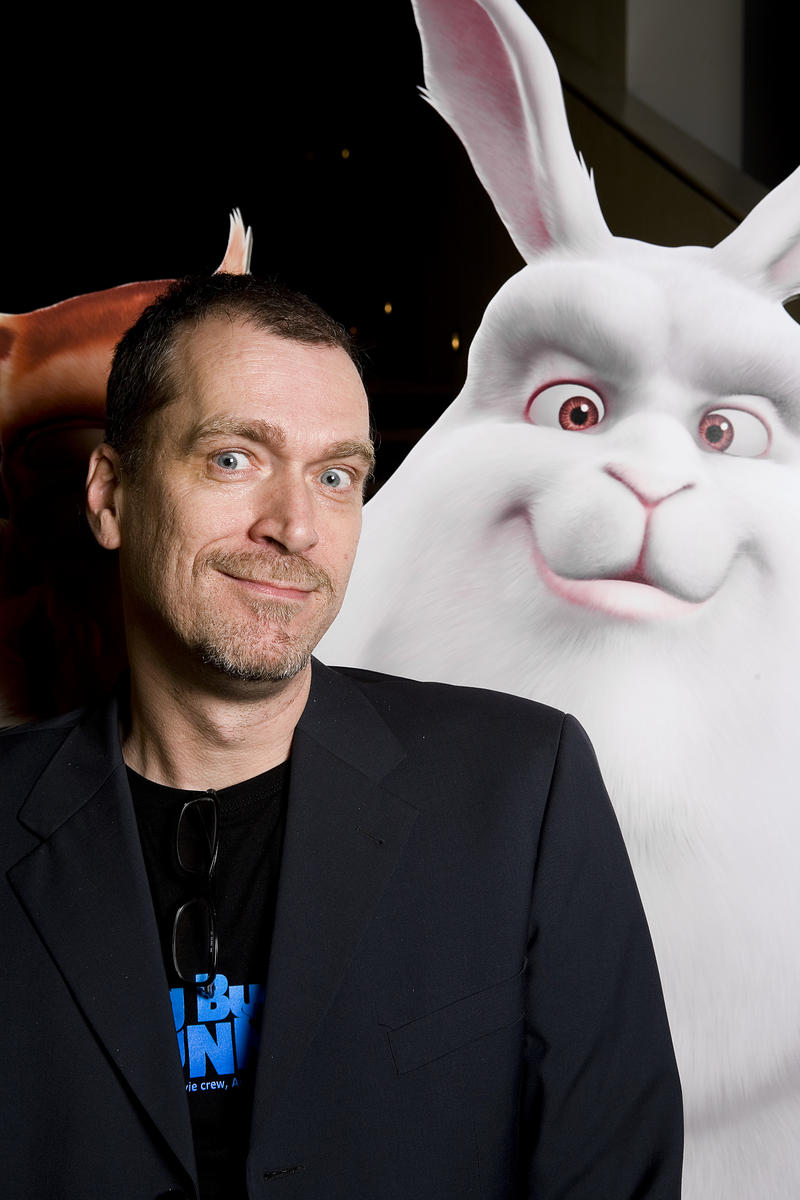
Тон Розендаль в 2008 году

Тон Розендаль (нидерл. Ton Roosendaal; род. 20 марта 1960) — голландский разработчик программного обеспечения. Он известен как создатель и председатель компании Blender Foundation, разработавшей профессиональный программный пакет с открытым исходным кодом для создания трёхмерной компьютерной графики Blender. В 2007 году он основал Институт Blender в Амстердаме, где он занимается координацией разработки Blender, публикацией руководств и DVD-обучения, а также организации 3D-анимации и игровых проектов.

## Ранние годы
Розендаль изучал промышленный дизайн в Эйндховене, в 1989 году он основал анимационную студию NeoGeo, которая быстро стала крупнейшей 3D студией анимации в Нидерландах. В NeoGeo Розендаль отвечал за разработку программного обеспечения, в 1989 году он написал рэйтрэйсер под названием «Следы» (Traces) на Amiga и в 1995 году он решил начать разработку программного средства для 3D-анимации, на основе «Следов» и инструментов, которые уже написал NeoGeo. Этот инструмент позже был назван «Blender». В январе 1998 года бесплатная версия Blender была выпущена в Интернете, а в апреле появились версии для Linux и FreeBSD. Вскоре после этого, NeoGeo была передана другой компании по частям. Это было, когда Тон Розендаль и Франк ван Бик решили основать компанию под названием «Не число» (Not a Number, NaN) для дальнейшего рынка и разработки Blender. Бизнес-модель NaN заключается в предоставлении коммерческих продуктов и услуг Blender. В 2000 году компания получила финансирование для роста от нескольких инвестиционных компаний. Целью этого было создать бесплатный инструмент для создания интерактивного 3D (онлайн) контента, а также коммерческие версии программного обеспечения для распространения и публикации. Розендаль переехал в Амстердам в 2002 году.
Из-за низких продаж и продолжающейся тяжелой экономической ситуации, инвесторы NaN решили закрыть все операции в январе-феврале 2002 года. Это означало, что развитие Blender будет закончено. Тем не менее, в мае 2002 года, при поддержке со стороны сообщества пользователей и клиентов, Тон Розендаль основал некоммерческую Blender Foundation.

## Blender Foundation
Первой целью Blender Foundation стал поиск способа продолжить разработку и продвижение Blender’а как проекта с открытым исходным кодом на базе сообщества. В июле 2002 года инвесторы NaN договорились о плане попытаться издать Blender по лицензии с открытым исходным кодом, используя Street Performer Protocol. Кампании «Free Blender» необходимо было собрать 100 000 евро в качестве единовременной платы, и кампания достигла этой цели всего за семь недель. В воскресенье, 13 октября 2002, Blender был выпущен в соответствии с условиями GNU General Public License. После этого успеха, Тон Розендаль начал координировать разработку Blender добровольцами в качестве председателя Blender Foundation.
Вместо того, чтобы финансировать проект непосредственно путем объединения разработчиков программного обеспечения, Фонд Blender решил начать проект с лучшими художниками в рамках сообщества Blender и бросить им вызов, чтобы создать короткий 3D анимационный фильм. Цель проекта состояла в том, чтобы одновременно доказать, что Blender может быть использован для создания анимации профессионального качества, а также помочь развитию самой Blender.
16 июля 2009 года Тон Розендаль был удостоен звания почетного доктора в области технологии в Leeds Metropolitan University за его работу над Blender.
2 февраля 2019 года Тон Розендаль и программное обеспечение Blender получили премию Аба Айверкса (Ub Iwerks Award) за технологические достижения в рамках 46-й Премии Энни.

## Open-content projects
В 2005 году началась работа над проектом Orange, результатом стал первый в мире широко признанный «открытым» фильм, Elephants Dream. Фильм и все активы, используемые в процессе производства, были опубликованы под открытой лицензией Creative Commons Attribution.
Из-за успеха первого открытого фильма, Тон Розендаль летом 2007 года создал «Институт Blender». В настоящее время постоянный офис и студия Фонда Blender, в основном используется в качестве офиса для сотрудников Фонда Blender и координирования и реализации открытых проектов, связанных с 3D-фильмами, играми и визуальными эффектами.
В апреле 2008 года проект Peach, открытый фильм Big Buck Bunny, был завершен в Институте Blender. В сентябре 2008 года была выпущена открытая игра Yo Frankie!. Третий открытый фильм, проект Дуриан, также известный как Sintel был выпущен 30 сентября 2010 года. Десятого января 2011 года Том объявил о четвёртом проекте, под названием «Стальные Слёзы», который был выпущен в 2012 году, и о «Проекте Крыжовник» (Project Gooseberry), который вышел летом 2015 года под названием «Космическая Прачечная».